# 1915 Çanakkale-bron
1915 Çanakkale-bron (turkiska: 1915 Çanakkale Köprüsü) är en hängbro i Çanakkale-provinsen i nordvästra Turkiet. Den är belägen söder om de mindre kustorterna Lapseki och Gelibolu och spänner över Dardanellerna, cirka 10 km söder om dess övergång i Marmarasjön. Bron öppnades 18 mars 2022 efter fem års arbete. Året "1915" i det officiella turkiska namnet refererar till ett viktigt sjöslag under första världskriget (se slaget vid Gallipoli).
Brons mittspann har med sina 2 023 meter det längsta spannet hos någon bro. Det överträffar den tidigare rekordhållaren – Akashi Kaikyō-bron – med cirka 32 meter. Bron är del av den planerade motorvägen som kommer att binda samman O-3- och O-7-motorvägarna i Östra Thrakien med O-5-motorvägen i Anatolien.
Bron är den första fasta trafikförbindelsen över Dardanellerna, och den första bron över sundet sedan Xerxes I:s pontonbro på 480-talet f.Kr.  Den är även den sjätte genom de "turkiska sunden", vid sidan av tre broar över och två tunnlar under Bosporen.